# 博林德海崖
博林德海崖（英語：Bolinder Bluff），是南極洲的海崖，位於南設得蘭群島的喬治王島北岸，處於福爾斯朗德角東南面6公里，現時由南極條約體系管理。